# Jacchia (famiglia)
La famiglia Jacchia fu una famiglia ebraica, la cui caratteristica, è che alcuni suoi membri, dopo aver aderito, per motivazioni legate all'irredentismo ed al nazionalismo, al fascismo, passarono all'antifascismo, anche a livello militare. Il membro più significativo, sotto quest'ultimo punto di vista, è forse Mario Jacchia. 
Per quanto riguarda gli ebrei, in totale, su circa 43.000 persone in Italia nel 1943, circa 1.000 parteciparono alla Resistenza, una percentuale elevatissima in rapporto alla popolazione globale italiana, che rapportata alla popolazione italiana del periodo, ci condurrebbe a circa un milione di partigiani, meno della metà del numero reale.

## Eugenio Jacchia
Jacchia Eugenio, ebreo, nato l'11 ottobre 1869 a Trieste, figlio di Luigi e Caterina Di Barbara, padre di Mario e zio di Pietro, di professione avvocato ed acceso irredentista, venne esiliato, nel 1889, da Trieste dal governo austriaco. Trasferitosi a Bologna, si impegnò politicamente in diverse organizzazioni della sinistra democratica, arrivando ad essere eletto, nel 1902, nel consiglio comunale, in un raggruppamento chiamato, "Unione dei partiti popolari — composta da radicali, repubblicani e socialisti " che ottenne la maggioranza; nel contempo si iscrisse alla massoneria. Nel consiglio comunale, presieduto da Enrico Golinelli del partito repubblicano, fu assessore alla pubblica istruzione. Nel periodo immediatamente precedente la prima guerra mondiale divenne uno dei massimi dirigenti del movimento interventista di indirizzo democratico-progressista, aderendo al fascismo, e allontanandosene, quando i fascisti distrussero la sede della Massoneria. Anche i figli Mario e Luigi seguirono le orme del padre. Leonello Grossi commentò il contributo di Eugenio Jacchia alla causa della libertà: "Fu uno dei maggiori esponenti della massoneria locale, mantenendosi sempre un liberale democratico. E da antifascista godette di un certo prestigio". Morì il 31 marzo 1939. L'elogio funebre fu tenuto fa Roberto Vighi, che finì al confino, in quanto Eugenio Jacchia era ebreo, massone ed antifascista. Roberto Vighi, socialista, fu eletto presidente del consiglio provinciale di Bologna nelle prime elezioni del dopoguerra, il suo passato di coraggioso militante antifascista è ben conosciuto; fu anche membro del CLN regionale.

## Pietro Giusto Jacchia, detto Piero
Piero Jacchia, ebreo, nato l'8 aprile 1884 a Trieste, figlio di Eugenio e Clementina Fano; si laurea in lingue straniere. Professore al liceo, all'inizio del secolo XX deve lasciare Trieste in quanto irredentista. Si trasferisce a Bologna dallo zio Eugenio, e, per un certo periodo di tempo, pratica la professione di giornalista presso il "Giornale del Mattino". Dopo il conflitto, nel 1919, torna a Trieste, partecipando alla fondazione dei fasci di combattimento e alla marcia su Roma, ma, da massone, dà le dimissioni dal PNF, nel momento in cui il fascismo inizia a perseguitare la massoneria. Con la moglie viaggia per diverse nazioni europee, fra queste Paesi Bassi e Regno Unito, inizia ad avvicinare i fuoriusciti antifascisti, passando all'antifascismo militante. Si unisce a Carlo Rosselli nella guerra di Spagna, restando ferito sul fronte dell'Aragona. Successivamente passa alla Colonna Rosselli, e di seguito inviato con i miliziani, nel settore di Majahonda Villanueva del Pardillo, alla difesa di Madrid, dove la città cade, il 28 gennaio 1937. Lo stesso anno la polizia fascista emette un ordine d'arresto nei suoi confronti. Il cugino Mario Jacchia, dal passato fascista pure lui, e comandante partigiano col nome di battaglia Rossini, chiede ed ottiene di dare il nome, "Pietro Jacchia", alla 3ª Brigata Partigiana Giustizia e Libertà di Montagna operante nelle valli del Sillaro e di Santerno. In seguito la brigata verrà chiamata, "66ª Brigata Jacchia Garibaldi".